# Ceredigion Preseli
Ceredigion Preseli est une division électorale britannique devant envoyer un représentant à la Chambre des communes à partir des élections générales de 2024.
C'est une circonscription de comté érigée à la suite d’un décret de 2023 permettant le morcellement du pays de Galles en 32 sièges.

## Histoire
Dans le cadre de la révision des circonscriptions parlementaires de 2023, le rapport final de la commission des limites pour le pays de Galles préconise la création de Ceredigion Preseli à partir de cinquante-deux sections électorales comprises dans deux circonscriptions existantes : quarante relevant de celle de Ceredigion et douze de Preseli Pembrokeshire.
Ceredigion Preseli est érigé comme circonscription de comté par le Parliamentary Constituencies Order 2023 à partir du territoire d’une zone principale, le comté du Ceredigion, ainsi qu’une portion de territoire d’une autre, le comté du Pembrokeshire (portion de douze sections électorales).

## Description

### Toponymie
La circonscription tire son nom de deux entités géographiques présentes sur son territoire : le Ceredigion et les collines de Preseli.

### Données démographiques
Selon le rapport final sur la révision périodique des circonscriptions parlementaires de la commission des limites pour le pays de Galles, la circonscription détient 74 043 électeurs (données 2020) sur une superficie estimée de 2 458 km2.
D’après le dernier recensement de la population en vigueur (2021) publié par l’Office for National Statistics en 2022, la circonscription admet une population résidentielle totale (all usual residents en anglais) de 93 821 habitants. Ceredigion Preseli ne comprend qu’une zone urbanisée (built-up area en anglais) de plus de 10 000 habitants, classée comme « petite agglomération », Aberystwyth (14 640),.

## Représentation
| Législature | Période | Période | Membre | Groupe | Fonction |
| ----------- | --- | --- | --- | --- | --- |
| LIXe        | Cycle parlementaire devant être ouvert au plus tard à partir du 28 janvier 2025, date limite de la tenue des prochaines élections générales des Communes | Cycle parlementaire devant être ouvert au plus tard à partir du 28 janvier 2025, date limite de la tenue des prochaines élections générales des Communes | Cycle parlementaire devant être ouvert au plus tard à partir du 28 janvier 2025, date limite de la tenue des prochaines élections générales des Communes | Cycle parlementaire devant être ouvert au plus tard à partir du 28 janvier 2025, date limite de la tenue des prochaines élections générales des Communes | Cycle parlementaire devant être ouvert au plus tard à partir du 28 janvier 2025, date limite de la tenue des prochaines élections générales des Communes |

## Résultats électoraux
| Candidat                   | Candidat            | Étiquette           | Parti               | Vote | Vote | Vote |  |
| Candidat                   | Candidat            | Étiquette           | Parti               | Voix | %    | ±    |  |
| -------------------------- | ------------------- | ------------------- | ------------------- | ---- | ---- | ---- |  |
|                            |                     | CON                 | Parti conservateur  |      |      | ND   |  |
|                            |                     | PC                  | Plaid Cymru         |      |      | ND   |  |
|                            |                     | LAB                 | Parti travailliste  |      |      | ND   |  |
|                            |                     | LIB DEM             | Démocrates libéraux |      |      | ND   |  |
|                            |                     |                     |                     |      |      |      |  |
| Majorité                   | Majorité            | Majorité            | Majorité            |      |      | ND   |  |
| Transfert de Butler        | Transfert de Butler | Transfert de Butler | Transfert de Butler |      |      | ND   |  |
|                            |                     |                     |                     |      |      |      |  |
| Corps électoral            |                     |                     |                     |      |      |      |  |
| Abstention, blancs et nuls |                     |                     |                     |      |      |      |  |
| Exprimés                   | Exprimés            | Exprimés            | Exprimés            |      |      | ND   |  |